# Mariage d'amour

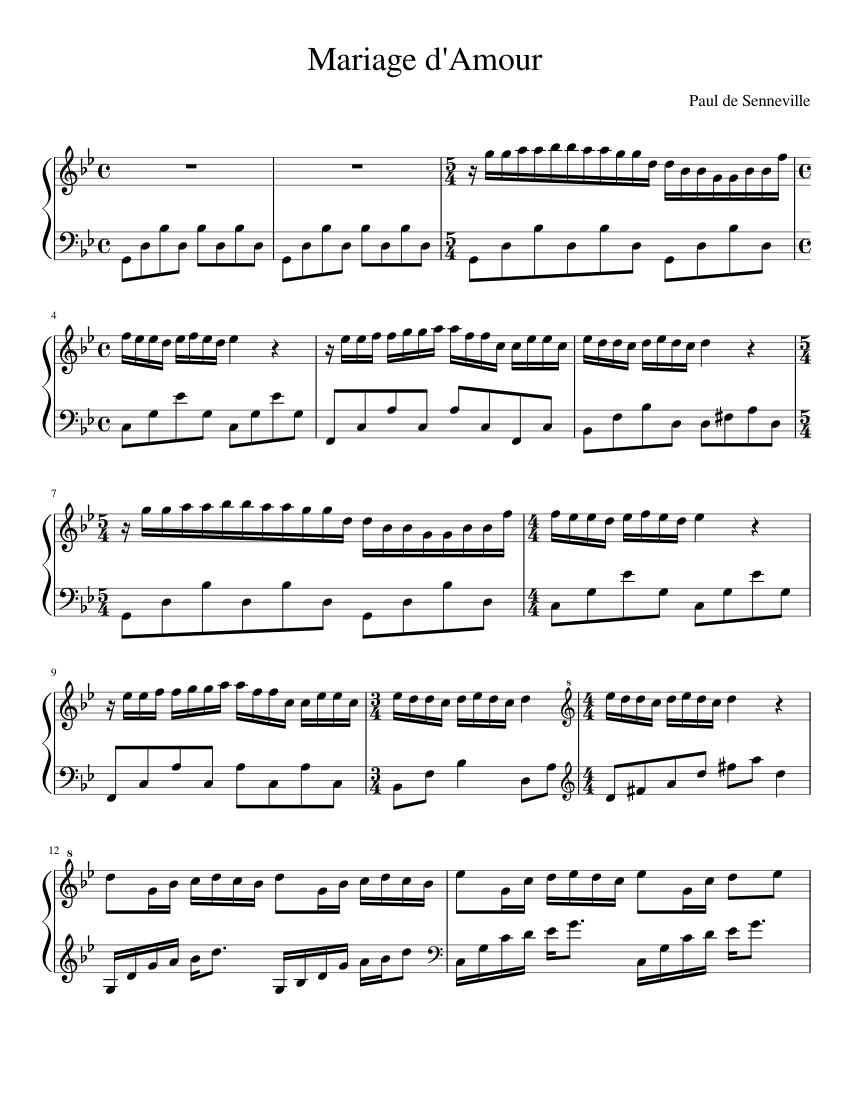
Mariage d'amour do Senneville sáng tác.

Mariage d'amour (Tạm dịch: Hôn nhân tình yêu) là một bản độc tấu piano có nguồn gốc từ Pháp, được sáng tác bởi Paul de Senneville vào năm 1978, và được trình diễn lần đầu tiên bởi nghệ sĩ piano Richard Clayderman trong album "Lettre À Ma Mère" năm 1979. Sau đó, nghệ sĩ piano George Davidson đã biểu diễn tác phẩm này trong album "My Heart Will Go On" với phiên bản khác biệt đôi chút so với phiên bản của Senneville.

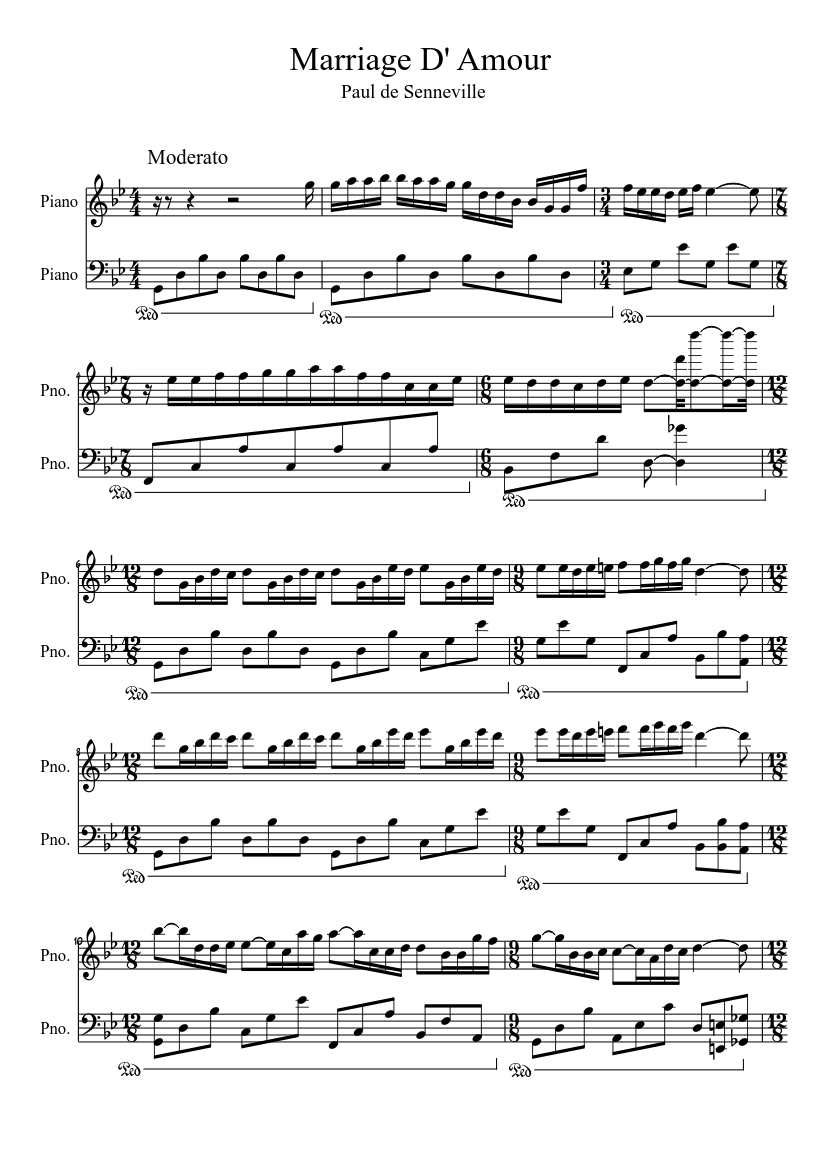
Mariage d'amour phiên bản George Davison, được đánh giá là khó và phức tạp hơn so với phiên bản của Senneville.

Trong một thời gian dài Mariage d'amour bị nhầm lẫn là một sáng tác của Frédéric Chopin với tên gọi Spring Waltz, nguyên do là bởi một tài khoản trên Youtube đã đăng tải đoạn video thể hiện tác phẩm này với tựa đề sai như trên. Video đạt hơn 34 triệu lượt xem trước khi bị gỡ xuống. Từ tháng 3 năm 2019, nhiều bản sao của đoạn video đó được đăng tải trên Youtube nhưng tiêu đề sai đó vẫn được giữ nguyên, một trong số đó đã đạt hơn 118 triệu lượt xem (tính đến tháng 7 năm 2020).

## Sáng tác
Tác phẩm được viết ở cung Sol thứ, nhịp độ khoảng 72 bpm với nhiều lần đổi nhịp: bắt đầu từ nhịp , sau đó chuyển sang các nhịp 5
4 , 3
4, 3
8,... cuối cùng quay trở lại nhịp . Tác phẩm có các tổ hợp âm đi theo hướng Gm–Cm–F–B♭-D.